# Spaningsstyrka
Spaningsstyrka är en militär term vid förflyttning. Avser de trupper som går först. De rör sig försiktigt och undviker strid. De skall främst samla information om fienden (så kallad rekognosering eller truppspaning).